# Roitham am Traunfall
Roitham am Traunfall est une commune autrichienne du district de Gmunden en Haute-Autriche.